# Zastava M84
Zastava M84 là loại súng súng máy đa chức năng được phát triển và sản xuất bởi công ty vũ khí Zastava Arms tại Nam Tư dựa trên khẩu PKM. Súng được thiết kế để tiêu diệt sinh lực của đối phương, khí tài, phương tiện cơ giới không giáp hay giáp nhẹ cùng các mục tiêu trên không có tầm bay thấp. Một lượng lớn đã được sử dụng trong cuộc chiến tranh Nam Tư nơi nó cho thấy hiệu quả đáng kể trong sát thương và độ chính xác.

## Thiết kế
M84 có cơ chế hoạt động giống như PKM để có được sự độ tin cậy cao cùng yêu cầu bảo trì thấp. Nòng súng được rèn nguội và bên trong được mạ crôm để tăng tuổi thọ cũng như giữ đường đạn ổn định. Nòng súng có thể tháo ráp nhanh chóng để tránh bị quá tải nhiệt khi bắn quá lâu. Đầu nòng súng cũng tích hợp bộ phận chống giật cũng như chống chớp sáng khi bắn.
Hệ thống nhắm cơ bản của súng là điểm ruồi và thước ngắm. Hệ thống nạp đạn là dây đạn 100 đến 250 viên, hộp đạn chứa dây có thể gắn vào thân súng. Chân chống chữ V cũng được tích hợp trên súng ngoài ra khi cần súng cũng có thể gắn trên bệ chống ba chân để có độ ổn định cao hơn làm tăng đáng kể độ chính xác cũng như cho phép việc chống lại các mục tiêu trên không một cách hiệu quả.

## Biến thể
- M86: Mẫu dùng gắn cố định trên các phương tiện cơ giới. Nó có nòng nặng hơn và sử dụng cơ chế điểm hỏa bằng điện.